# Edward Burnett Tylor
Sir Edward Burnett Tylor (Londres, 2 d'octubre del 1832 - Wellington, Somerset, 2 de gener del 1917) va ser un antropòleg anglès, considerat el pare de l'antropologia cultural. La seva principal obra va ser Cultura Primitiva (1871) en què, influenciat pel darwinisme, desenvolupà la seva teoria sobre l'evolució de les cultures i les civilitzacions humanes.

## Biografia breu[1][2]
L'Edward va néixer al si d'una família quàquera acomodada, propietària d'una foneria de bronze a Londres. Va ser educat en una escola quàquera fins als setze anys. Atès que els seus pares van morir quan ell encara era jove, es va preparar per a continuar l'administració del negoci familiar. Tanmateix, en descobrir que patia una tuberculosi incipient, va haver d'abandonar aquest projecte. Per mirar de millorar la seva salut, es va traslladar a un clima més temperat i decidí viatjar a l'Amèrica Central el 1855, quan tenia 23 anys.
L'experiència americana fou decisiva per fer-li brollar l'interès per l'estudi de les cultures desconegudes. Mentre viatjava, prenia detallades notes sobre els costums i creences locals. En tornar a Anglaterra publicà els resultats de les investigacions en l'obra titulada Anahuac: Or Mexico and the Mexicans, Ancient and Modern (1861).
També va viatjar als Estats Units i a Cuba, on es va trobar amb l'etnòleg i arqueòleg Henry Christy, quàquer com ell, amb qui treballà en diversos jaciments arqueològics de Mèxic. Va ser amb Christy que en Tylor s'apassionà pels estudis prehistòrics. Poc després publicà el seu segon llibre: Researches into the Early History of Mankind and the Development of Civilization (1865). Sis anys després, el 1871, publicà la seva obra més influent:  Primitive Culture: Researches into the Development of Mythology, Philosophy, Religion, Language, Art and Custom. Va ser en aquest mateix any que va ser elegit membre de la Royal Society.
El 1884 va ser nomenat primer docent adjunt en el nou camp de l'Antropologia a la Universitat d'Oxford, on posteriorment fou primer professor d'aquesta disciplina.
El 1912, cinc anys abans de la seva mort, va ser nomenat Sir.

## Cultura Primitiva[2]
Aquesta obra de l'Edward Tylor va ser publicada el 1871 a Londres, en plena època victoriana i sota l'impacte de L'origen de les espècies d'en Darwin, publicada uns anys abans, el 1857. En aquest context, Tylor presenta una obra en què desenvolupa una nova teoria sobre l'origen de tots els sistemes de creences religioses, inclòs el cristianisme. Tylor, si bé no tenia formació universitària, va fer servir per al seu treball les noves tendències del moment, l'etnografia i l'etnologia.

### Principis sobre la cultura
Tylor va definir el seu llibre com un intent de fer una nova «ciència de la cultura». L'objectiu era explorar les cultures a través del mètode científic, intentant trobar models i lleis de la cultura humana. Per a aconseguir-ho, Tylor parteix de dos grans principis:
- Principi d'unitat psíquica de la raça humana: el que fan els humans en diferents llocs i moments té semblances òbvies, producte de la difusió (ensenyament entre pobles) o del descobriment independent. Amb tot, les semblances entre diferents cultures no són producte de la casualitat, sinó de la uniformitat de la ment humana (unitat psíquica).
- Principi del patró evolutiu: es refereix al perfeccionament intel·lectual dels humans a través del temps. Per tant, les diferències entre cultures no són producte d'una naturalesa diferent entre els humans, sinó d'una diferència en el grau de desenvolupament cultural.

### La doctrina de la «supervivència»
Si bé la història de la civilització és un relat del progrés humà, Tylor també accepta que en algunes cultures es produeixen pràctiques regressives. El marc explicatiu per a aquesta regressió és la «doctrina de la supervivència». No totes les cultures evolucionen al mateix ritme perquè determinades pràctiques persisteixen molt temps després que el progrés les hagi superades. El folklore, la medicina popular o les supersticions són exemples d'aquestes «sobralles» culturals que en Tylor anomena supervivències (survivals en anglès). Es tracta, doncs, de pràctiques que es resisteixen al progrés i alenteixen el desenvolupament cultural. Per exemple, en molts països encara es pensa que no s'ha de salvar algú que s'està ofegant al riu o al mar, perquè es considera que els esperits del riu o el mar es venjarien de la persona que ha realitzat el rescat.

### L'animisme i l'origen de la religió
Per a Tylor la religió és la creença en «éssers espirituals». Una de les característiques compartides per totes les religions, antigues o modernes, és la creença en esperits que pensen i actuen com a persones humanes. Així, l'essència de la religió és l'animisme, és a dir, la creença en l'existència de poders vius i personals més enllà de les coses materials. Per tant, si es vol respondre a la pregunta «per què hi ha religions?», s'ha de respondre primer a la pregunta de com els humans van arribar a creure en éssers espirituals.
Tylor no accepta l'explicació de l'aparició de les religions a partir de la revelació divina. Per a ell, l'explicació rau en causes naturals. Els pobles primitius van adquirir les idees religioses primerenques a través del raonament, en un intent d'explicar el funcionament del món que els envoltava. Aquestes explicacions primàries parteixen de dues experiències crítiques de l'ésser humà: 
- La diferència entre la vida i la mort.
- El somni, amb les seves visions i aparicions.

Així, la primera deducció filosòfica primitiva és que tota persona té dues realitats: una vida i un fantasma. De la combinació d'aquestes  resulta la idea de l'esperit o ànima. Partint d'aquesta concepció primerenca de l'esperit, els humans primitius apliquen aquest principi a la resta de les coses del món. D'aquesta manera, el següent pas és l'atribució d'esperits al món natural: animals, plantes, roques, fenòmens meteorològics... Segons Tylor, aquest és el procés a través del qual els humans primitius arriben a les primeres creences religioses. Així doncs, inicialment, la religió és un esforç racional per explicar com actua la natura i per què ho fa de determinada manera. La conclusió que es deriva és simple: si els esperits animen a les persones, també la resta del món natural ha d'estar animat per esperits.
Aquest trànsit de l'animisme a la religió conclou amb l'establiment d'una explicació sobre la vida futura. Per exemple, en les cultures orientals hi ha la creença en la reencarnació, mentre que en les religions occidentals predomina la idea de la resurrecció i la immortalitat de l'ànima. Totes aquestes creences poden entendre's en clau animista, com a formes d'estendre la vida més enllà de la mort.
Amb tot l'anterior, Tylor ofereix un relat sobre la religió i el seu desenvolupament. Així, afirma que la religió animista és un esforç dels pobles primitius per entendre el món i els seus misteris. De fet, afegeix, la religió animista presenta cert paral·lelisme amb la ciència, ja que ambdues cerquen conèixer el funcionament de les coses del món. Amb tot, per a Tylor, la religió està menys qualificada que la ciència per aconseguir-ho. De fet, igual que altres tradicions i supersticions, la religió és actualment un exemple de «supervivència».

## Obres destacades
- Anahuac: Or Mexico and the Mexicans, Ancient and Modern (1861).
- Researches into the Early History of Mankind and the Development of Civilization (1865).
- Primitive Culture (1871).
- Anthropology (1881).